# Sermiers
Sermiers és un municipi francès, situat al departament del Marne i a la regió del Gran Est. L'any 2007 tenia 587 habitants.

## Demografia

### Població
El 2007 la població de fet de Sermiers era de 587 persones. Hi havia 220 famílies, de les quals 44 eren unipersonals (16 homes vivint sols i 28 dones vivint soles), 64 parelles sense fills, 104 parelles amb fills i 8 famílies monoparentals amb fills.
La població ha evolucionat segons el següent gràfic:
Habitants censats

### Habitatges
El 2007 hi havia 252 habitatges, 220 eren l'habitatge principal de la família, 15 eren segones residències i 17 estaven desocupats. 247 eren cases i 4 eren apartaments. Dels 220 habitatges principals, 187 estaven ocupats pels seus propietaris, 24 estaven llogats i ocupats pels llogaters i 9 estaven cedits a títol gratuït; 4 tenien dues cambres, 15 en tenien tres, 35 en tenien quatre i 166 en tenien cinc o més. 200 habitatges disposaven pel capbaix d'una plaça de pàrquing. A 68 habitatges hi havia un automòbil i a 138 n'hi havia dos o més.

### Piràmide de població
La piràmide de població per edats i sexe el 2009 era:
| Homes | Edats   | Dones |
| ----- | ------- | ----- |
| 0     | 95 o +  | 1     |
| 0     | 90 a 94 | 1     |
| 3     | 85 a 89 | 3     |
| 1     | 80 a 84 | 4     |
| 4     | 75 a 79 | 5     |
| 13    | 70 a 74 | 16    |
| 15    | 65 a 69 | 15    |
| 15    | 60 a 64 | 14    |
| 16    | 55 a 59 | 12    |
| 20    | 50 a 54 | 17    |
| 21    | 45 a 49 | 23    |
| 27    | 40 a 44 | 24    |
| 25    | 35 a 39 | 34    |
| 19    | 30 a 34 | 17    |
| 13    | 25 a 29 | 6     |
| 13    | 20 a 24 | 9     |
| 18    | 15 a 19 | 20    |
| 26    | 10 a 14 | 32    |
| 23    | 5 a 9   | 21    |
| 15    | 0 a 4   | 11    |

## Economia
El 2007 la població en edat de treballar era de 386 persones, 290 eren actives i 96 eren inactives. De les 290 persones actives 274 estaven ocupades (147 homes i 127 dones) i 16 estaven aturades (9 homes i 7 dones). De les 96 persones inactives 30 estaven jubilades, 49 estaven estudiant i 17 estaven classificades com a «altres inactius».

### Ingressos
El 2009 a Sermiers hi havia 218 unitats fiscals que integraven 593,5 persones, la mediana anual d'ingressos fiscals per persona era de 26.292 €.

### Activitats econòmiques
Dels 8 establiments que hi havia el 2007, 1 era d'una empresa alimentària, 2 d'empreses de construcció, 2 d'empreses d'hostatgeria i restauració, 1 d'una empresa d'informació i comunicació, 1 d'una empresa immobiliària i 1 d'una entitat de l'administració pública.
Dels 4 establiments de servei als particulars que hi havia el 2009, 2 eren fusteries i 2 restaurants.
L'any 2000 a Sermiers hi havia 73 explotacions agrícoles que ocupaven un total de 363 hectàrees.

## Equipaments sanitaris i escolars
El 2009 hi havia una escola elemental integrada dins d'un grup escolar amb les comunes properes formant una escola dispersa.

## Poblacions més properes
El següent diagrama mostra les poblacions més properes.